# Roots Manuva

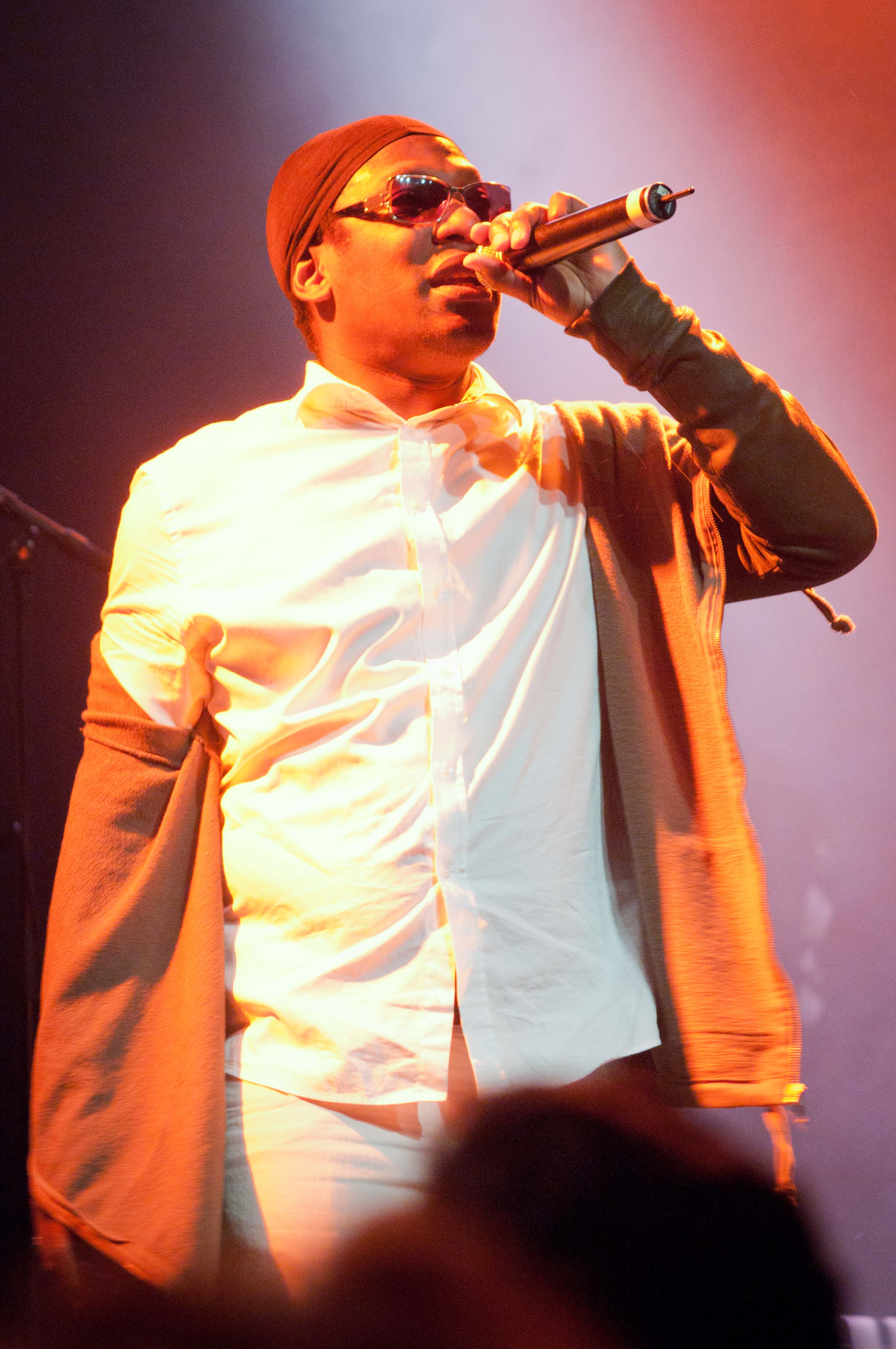
Roots Manuva

Roots Manuva, bürgerlicher Name Rodney Hylton Smith, (* 9. September 1972 in London) ist ein britischer Hip-Hop-Künstler. Seinen Stil zeichnet eine Mischung aus Hip-Hop mit Reggae und Dub, mit starken Einflüssen aus der elektronischen Musik aus.

## Leben und Wirken
Smith wuchs im Stadtteil Stockwell im London Borough of Lambeth im Süden Londons auf. Seine Eltern stammen aus dem kleinen Dorf Banana Hole auf Jamaika, wo sich sein Vater als Prediger betätigte.
1994 benutzte er zum ersten Mal den Namen Roots Manuva. Nach einigen kleineren Veröffentlichungen auf diversen Hip-Hop-Labels wurde er 1997 von Big Dada, dem Hip-Hop-Ableger des Elektronik-Labels Ninja Tune unter Vertrag genommen. Sein Debütalbum, Brand New Second Hand (1998) wurde mit dem MOBO-Preis für den besten Hip-Hop-Act ausgezeichnet. Für Run Come Save Me (2001) wurde er für den Mercury Prize nominiert.
Manuva gilt als Vorläufer des modernen britischen Hip-Hop, einschließlich solcher Künstler wie The Streets oder Dizzee Rascal.
Im Laufe seiner Karriere arbeitete er u. a. mit Gorillaz, DJ Shadow, Leftfield, UNKLE und Massive Attack zusammen.

## Diskografie

### Alben
| Jahr | Titel            | Höchstplatzierung, Gesamtwochen, AuszeichnungChartsChartplatzierungen (Jahr, Titel, Platzierungen, Wochen, Auszeichnungen, Anmerkungen) | Anmerkungen                                                              |
| Jahr | Titel            | UK | Anmerkungen                                                              |
| ---- | ---------------- | --- | ------------------------------------------------------------------------ |
| 2001 | Run Come Save Me | UK33 Gold · (4 Wo.)UK | Erstveröffentlichung am 13. August 2001 Charteinstieg am 25. August 2001 |
| 2002 | Dub come save me | UK75 (1 Wo.)UK | Charteinstieg am 20. Juli 2002                                           |
| 2005 | Awfully Deep     | UK24 (4 Wo.)UK | Charteinstieg am 12. Februar 2005                                        |
| 2008 | Slime & Reason   | UK22 (2 Wo.)UK | Charteinstieg am 13. September 2008                                      |
| 2011 | 4everevolution   | UK59 (1 Wo.)UK | Charteinstieg am 15. Oktober 2011                                        |
| 2015 | Bleeds           | UK51 (1 Wo.)UK | Charteinstieg am 12. November 2015                                       |

Weitere Alben
- 1999: Brand New Second Hand (UK: Silber)
- 2006: Alternately Deep
- 2010: Duppy Writer (mit Wrongtom)

Kompilationen
- 2002: Badmeaningood Vol. 2
- 2005: Back to Mine

EPs
- 2013: Stolen Youth
- 2016: Switching Sides

### Singles
| Jahr | Titel Album                        | Höchstplatzierung, Gesamtwochen, AuszeichnungChartsChartplatzierungen (Jahr, Titel, Album, Platzierungen, Wochen, Auszeichnungen, Anmerkungen) | Anmerkungen                                                                               |
| Jahr | Titel Album                        | UK | Anmerkungen                                                                               |
| ---- | ---------------------------------- | --- | ----------------------------------------------------------------------------------------- |
| 1999 | Dusted –                           | UK28 (4 Wo.)UK | Leftfield/Roots Manuva Charteinstieg am 11. Dezember 1999                                 |
| 2001 | Witness (1 Hope) Run Come Save Me  | UK45 (2 Wo.)UK | Charteinstieg am 4. August 2001                                                           |
| 2001 | Dreamy Days Run Come Save Me       | UK53 (2 Wo.)UK | Charteinstieg am 20. Oktober 2001                                                         |
| 2002 | Yellow Submarine –                 | UK89 (1 Wo.)UK | Charteinstieg am 26. Oktober 2002                                                         |
| 2004 | Oh You Want More Ty – Upwards      | UK65 (2 Wo.)UK | Ty feat. Roots Manuva Erstveröffentlichung am 26. April 2004 Charteinstieg am 8. Mai 2004 |
| 2005 | Colossal Insight Awfully Deep      | UK33 (2 Wo.)UK | Charteinstieg am 29. Januar 2005                                                          |
| 2005 | Too Cold Awfully Deep              | UK39 (3 Wo.)UK | Charteinstieg am 2. April 2005                                                            |
| 2006 | True Skool Coldcut – Sound Mirrors | UK61 (2 Wo.)UK | Coldcut feat. Roots Manuva Charteinstieg am 29. April 2006                                |

Weitere Singles
- 2008: Buff Nuff
- 2008: Again & Again
- 2008: Let the Spirit
- 2009: Do Nah Bodda Me
- 2010: Jah Warriors (feat. Wrongtom)
- 2011: Watch Me Dance
- 2011: Get the Get
- 2011: Here We Go Again
- 2012: The Path (feat. Rokhsan)
- 2013: Banana Skank EP
- 2015: Facety 2:11